# John Barnes Chance
John Barnes Chance (* 20. November 1932 in Beaumont, Texas; † 16. August 1972 in Lexington, Kentucky) war ein US-amerikanischer Komponist.
Er absolvierte die University of Texas mit dem Master of Music-Diplom und nahm anschließend ergänzende Studien bei Kent Kennan, Clifton Williams und Paul Pisk auf. Sein kompositorisches Wissen konnte er vertiefen, indem er im Austin Symphony Orchestra an den Pauken spielte und sich als Arrangeur für die 4. und 8. US-Army-Band betätigte. Ein Stipendium ermöglichte ihm, 1960 bis 1962 als freischaffender Komponist in Greensboro im Bundesstaat North Carolina zu arbeiten.
Chance schrieb Werke für verschiedene Orchester- und Kammermusikbesetzungen sowie Vokalmusik. 1966 gewann er für sein Stück Variations on a Korean Folk Song, das heute zu den Standardwerken für Blasorchester zählt, den Sousa/ABA/Ostwald Award der American Bandmasters Association.

## Werke

### Orchesterwerke
- 1956 Symphony No. 1
- 1957 Overture to a Fairy Tale
- 1960 Fiesta!
- 1961 Satiric Suite, voor strijkorkest
- Burletta, a chromatic piece

### Werke für Blasorchester
- um 1962 Incantation and Dance[3]
- 1964 Variations on a Korean Folk Song
- 1966 Introduction and Capriccio für Klavier und Blasorchester
- 1971 Blue Lake Overture
- 1971 Elegy
- 1972 Symphony No. 2

### Messen, Kantaten und geistliche Werke
- 1961 Blessed are They that Mourn
- 1962 Alleluia
- 1967 Kyrie and Alleluia